# 1981年7月17日月食
1981年7月17日月食为一次在协调世界时1981年7月17日出現的月偏食。該次月食半影食分為1.608、全影食分為0.553。偏食維持了82分。

## 概述
這次月食的食分是19.76，偏食維持了82分。

## 基本參數
- 類型：月偏食
- 食甚資料：
  - 日期：1981年7月17日
  - 時間：4:47
  - 月球位置：赤經19.76度、赤緯-20.6度
  - 食分：半影食分：1.608、全影食分：0.553
  - 持續時間：偏食82分

## 相關文獻
- Cooper, T. P. . Monthly Notes of the Astron. Soc. Southern Africa: 14–15.   [2022-07-15]. Bibcode:1982MNSSA..41...14C. （原始内容存档于2022-07-14）.
- J. E. Westfall. . Strolling Astronomer: 244–246.   [2022-07-15]. Bibcode:1981JALPO..28..244W. （原始内容存档于2022-07-14）.

## 外部連結
- NASA月食專頁（页面存档备份，存于）（英文）